# Chiến tranh Tam Đồng minh
Chiến tranh Tam Đồng minh là một cuộc đại chiến đẫm máu gây nhiều tử thương nhất trong lịch sử Nam Mỹ. Hai phe tham chiến là Paraguay chống lại ba nước Argentina, Brasil, và Uruguay.

## Tổng lược
Có nhiều nguyên do góp phần gây ra cuộc chiến Tam Đồng minh như là tranh chấp quyền lực ở khu vực sông La Plata, tham vọng bành trướng của Paraguay, xung đột chính trị ở Uruguay giữa hai phe thân Argentina và thân Brasil, và quyền lợi kinh tế của Vương quốc Anh.
Hậu quả cuộc chiến là phe Đồng minh chiến thắng và Paraguay bị đại bại. Dù thua trận Paraguay kéo dài cuộc chiến bằng cách theo đuổi chiến tranh du kích cho đến khi López tử trận ngày 1 Tháng Ba 1870. Quân đội và xã hội Paraguay nói chung lúc đó đã hoàn toàn kiệt quệ. Tổng số thương vong của Paraguay vì chiến tranh và bệnh dịch có thể đã lên đến 1 triệu 2, tức 90% dân số thời tiền chiến.
Ước đoán khác đưa ra con số 300.000 tử vong trên tổng số dân cư khoảng 500.000 đến 525.000 thời tiền chiến.
Phải vài chục năm sau xã hội Paraguay mới hồi phục được từ cơn khủng hoảng hậu chiến. Điển hình là Paraguay, tuy là nước cộng hòa đầu tiên tại Nam Mỹ, phải đợi đến năm 1993 mới có được vị tổng thống đắc cử do tuyển cử dân chủ. Chính trị Paraguay bị ám ảnh bởi cuộc chiến nên lãnh tụ đa số là các tướng lãnh với khuynh hướng độc tài.
Đối với Brasil, cuộc chiến Tam Đồng minh là động lực giúp chấm dứt chế độ nô lệ. Phe quân đội cũng từ đó chiếm ưu thế trong cơ chế chính trị Brasil. Về mặt tài chính, cuộc chiến để lại một khoản nợ rất lớn, kìm hãm nền kinh tế Brasil mà phải vài chục năm sau Brasil mới trả hết được số nợ đó.
Uruguay học được bài học tự cường, chấm dứt sự can thiệp của hai lân bang Brasil và Argentina vào nội bộ Uruguay.
Riêng với Argentina, cuộc chiến đã góp phần củng cố khái niệm quốc gia.